# Beautiful you/千年恋歌
《Beautiful you / 千年恋歌》是韩国男子团体東方神起在日本发行的第22张单曲。于2008年4月23日由AVEX Entertainment公司下属厂牌rhythm zone发行。

## 收录歌曲

### CD ONLY
1. 《Beautiful you》
2. 《千年恋歌》
3. 《CLAP! -SOUL of SOUL remix-》
4. 《Beautiful you》 (Less Vocal)
5. 《千年恋歌》 (Less Vocal)

### CD+DVD
- CD

1. 《Beautiful you》
2. 《千年恋歌》
3. 《Beautiful you》 (Less Vocal)
4. 《千年恋歌》 (Less Vocal)

- DVD

1. 《Beautiful you》 (Video Clip)
2. 《Beautiful you》 (Off Shot Movie) （只初回限定盤有收录）

### 太王四神记版
- CD

1. 《Beautiful you》
2. 《千年恋歌》
3. 《千年恋歌》 (韩国语ver.)
4. 《千年恋歌》 (日本语カラオケ)
5. 《千年恋歌》 (韩国语カラオケ)
6. 《Beautiful you》 (Less Vocal)
7. 《千年恋歌》 (Less Vocal)

- DVD

1. 《Beautiful you》 (Video Clip)
2. 《千年恋歌》 (Video Clip)
3. 《太王四神记》 剧场版予告